# Acacia armata
Acacia armata é uma espécie de leguminosa do gênero Acacia, pertencente à família Fabaceae.